# Nematologia

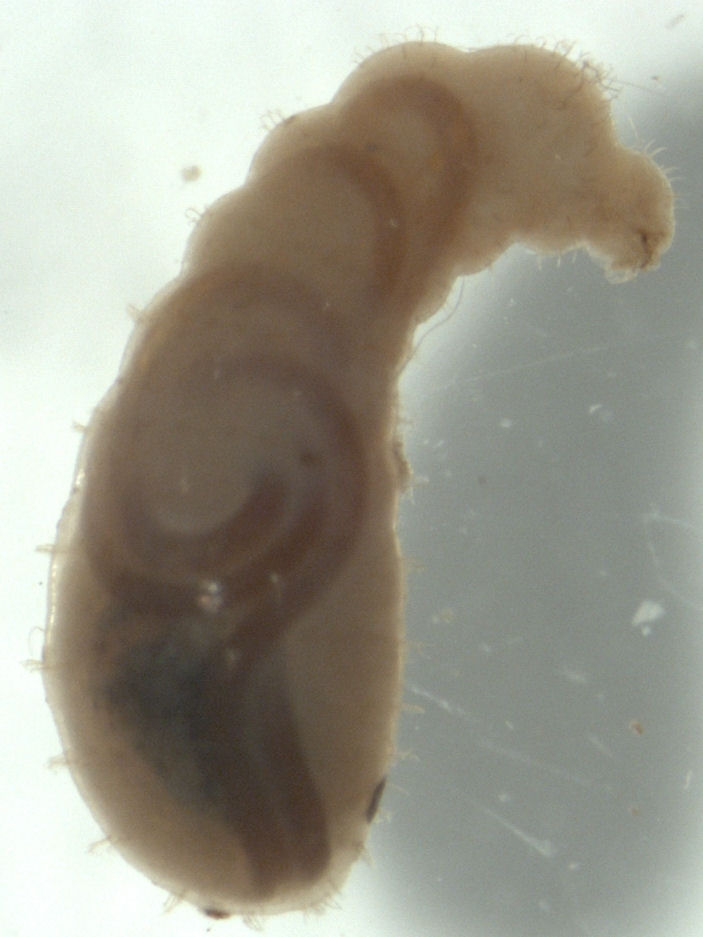
larwa nicienia

Anatomia nicienia

Nematologia – dział biologii, którego obiektem badawczym są Nematodes, czyli nicienie. Opisano już 25 tys. gatunków nicieni, z których więcej niż połowa jest pasożytnicza. Całkowitą liczbę gatunków nicieni szacuje się na około 1 milion. 

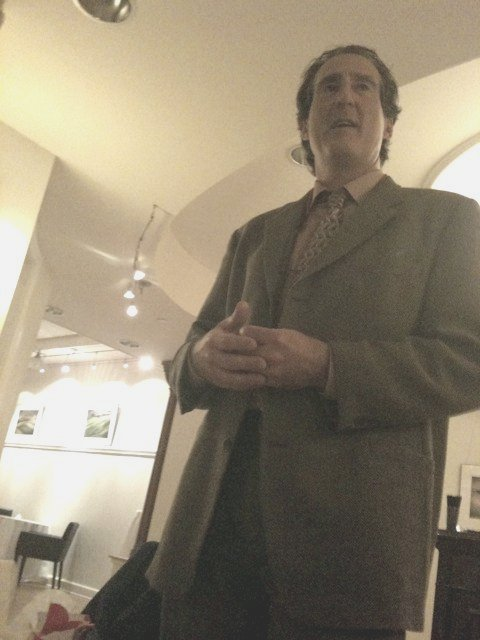
Noblista Craig Mello - badacz Caenorhabditis elegans

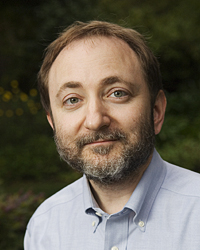
Noblista Andrew Fire - badacz Caenorhabditis elegans

Badania genetyki molekularnej organizmu modelowego nicieni Caenorhabditis elegans pomogły dla Andrew Z. Fire i Craig C. Mello w otrzymaniu Nagrody Nobla w dziedzinie fizjologii lub medycyny w 2006 roku „za odkrycie mechanizmu interferencji RNA, które może mieć zastosowanie w terapii genowej”. 

## Znani nematolodzy
- Nathan Cobb (1859–1932), „ojciec nicieni w Stanach Zjednoczonych”.[4].
- Michel Luc (1927–2010), francuski zoolog, nematolog, jeden z założycieli w dziedzinie roślin- nicieni[5].
- Maynard Jack Ramsay (1914–2005), amerykański entomolog, badał, śledził i eliminował egzotyczne pasożyty przywożone w kwiatach, owocach i innych ładunkach przybywających z zagranicy[6].
- Gregor W. Yeates (1944–2012), nowozelandzki zoolog gleby i ekolog[7].

## Stowarzyszenia i federacje nematologiczne
- Afro-Asian Society of Nematologists (AASN)
- Australian Association of Nematologists (AAN)
- Brazilian Nematological Society (Sociedade Brasileira de Nematologia) (SBN)
- Chinese Society of Plant Nematologists (CSPN)
- Egyptian Society of Agricultural Nematology (ESAN)
- European Society of Nematologists (ESN)
- International Federation of Nematology Societies (IFNS)
- Italian Society of Nematologists (Societa Italiana di Nematologia) (SIN)
- Japanese Nematological Society (JNS)
- Nematological Society of India (NSI)
- Nematological Society of Southern Africa (Nematologiese Vereniging van Suidelike Afrika) (NSSA)
- Organization of Nematologists of Tropical America (ONTA)
- Pakistan Society of Nematologists (PSN)
- Russian Society of Nematologists (RSN)
- Society of Nematologists (SON)

## Czasopisma i inne publikacje o nicieniach
W nawiasie podano wydawcę.
- Asian Journal of Nematology (AJN)
- International Journal of Nematology (ASSN)
- Nematologia Brasileira (SBN)
- Journal of Nematology (SON)
- Nematology Newsletter (SON)
- The Egyptian Journal of Agronematology (ESAN)
- Egyptian Society of Agricultural Nematology Newsletter (ESAN)
- Nematology News (ESN)
- Nematologia Mediterranea (Istituto di Nematologia Agraria of the C.N.R.)
- Japanese Journal of Nematology (JSN)
- Indian Journal of Nematology (NSI)
- African Plant Protection (NSSA)
- Nematropica (ONTA)
- Organization of Nematologists of Tropical America Newsletter (ONTA)
- Pakistan Journal of Nematology (PSN)
- Pakistan Society of Nematologists Newsletter (PSN)
- Russian Journal of Nematology (RSN)
- Nematologica (Brill Academic Publishers)
- Nematology (Brill Academic Publishers)